# 弗朗西斯·哈奇森

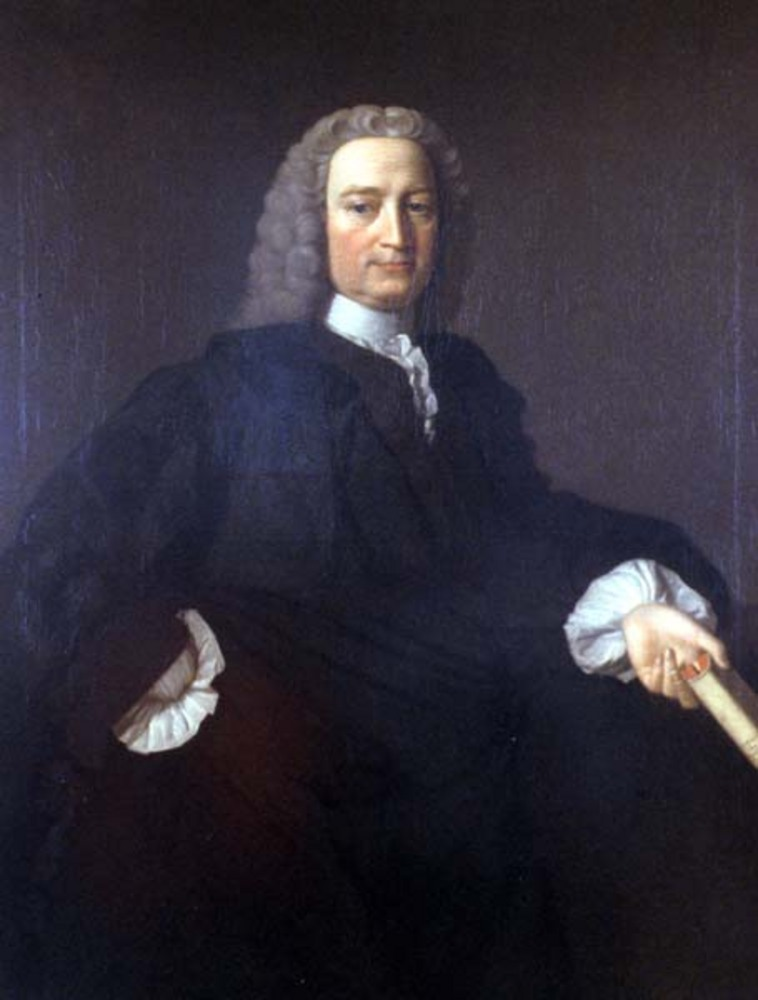
由阿倫·拉姆齊所繪的哈奇森肖像

弗朗西斯·哈奇森（英語：Francis Hutcheson；1694年8月8日—1746年8月8日）是一位愛爾蘭哲學家，也是蘇格蘭啟蒙運動的奠基者之一。哈奇森对苏格兰启蒙运动的几位思想家，包括亚当·斯密和大卫·休谟 的思想和著作有重要影响。
他研究的主題包括形上學、邏輯和倫理學，但他的重要性幾乎全在於他的倫理學著作。他的倫理學立場是強烈地反對霍布斯，而基本上是與沙夫茨伯里同意。他接續了沙夫茨伯里的思想，而將其更精確、更哲學化地表達出來。
他主張仁慈的感覺是人性中原始而不可化約的部份。就如同視覺和聽覺，道德感也是人類的一種知覺。霍布斯主張人性基本上是自我中心的，但哈奇森卻強調人的社會性。

## 早年生活
据信，他出生在北爱尔兰唐郡圣菲尔德教区的德拉马里克。他是“生于爱尔兰的阿尔斯特苏格兰血统长老会牧师之子”。哈奇森在基利亚接受教育，之后前往苏格兰格拉斯哥大学学习。1710年至1718年，他在格拉斯哥大学学习哲学、古典文学和一般文学，之后又学习神学，并于1712年获得学位。当他还是个学生的时候，他是基尔马诺克伯爵的家庭教师。

## 回到爱尔兰
面对人们对他“爱尔兰”血统的怀疑，以及他与新立国神学家约翰•西姆森(当时正接受苏格兰教会法庭的调查)之间的关系，他在苏格兰的牧师职位不太可能成功，因此他回到爱尔兰，在学术界追求自己的事业。他被劝说在都柏林开办了一所私立学院，在那里他教了10年书，同时也学习哲学，并在1725年期间对我们关于美和美德的原始观念进行了探究。这篇文章被写成了两篇论文;第一个主题是美学(关于美、秩序、和谐、设计)，第二个主题是道德(关于道德的善与恶)。在都柏林，他的文学造诣为他赢得了许多著名居民的友谊。其中包括爱尔兰教会都柏林大主教威廉·金博士，他拒绝在大主教法庭上起诉哈奇森，因为哈奇森在没有圣公会执照的情况下开办了一所学校。Hutcheson与教会的神职人员的关系,尤其是与大主教国王和rt,尊敬和最启休•鲍博士主大主教阿玛,似乎是亲切,和他的传记作者,说到“他的朋友为他的倾向,对他提出的方案获得晋升,等等,可能是指一些提供晋升的条件接受主教祝圣礼。
1725年，哈奇森与他的表妹玛丽结婚，玛丽是朗福德的弗朗西斯·威尔逊的女儿。她的嫁妆包括大量的财产，包括在朗福德郡的庄姆罗斯镇、加林奇镇和诺克克镇的土地。他们有七个孩子，其中只有一个幸存下来，也叫弗朗西斯。
在都柏林生活期间，哈奇森匿名发表了他最著名的四篇论文:《关于美、秩序、和谐与设计的探究》和《关于道德善恶的探究》。在这些文章的第二版中所作的修改和补充在1726年以另一种形式出版。《关于笑的思考》(1725年)(对托马斯·霍布斯的批评)和《关于蜜蜂寓言的观察》也被提到了他在都柏林居住的那段时期，这六封信都收录在《希比尼格斯的信》中，这是一本在都柏林出版的期刊(1725年至1727年，第2版，1734年)。同一时期末，《伦敦杂志》上刊登了吉尔伯特·伯内特(吉尔伯特·伯内特可能是索尔兹伯里主教吉尔伯特·伯内特牧师的次子)关于“美德或道德美德的真正基础”的争论。所有这些信件都集中在一卷里(格拉斯哥，1772年)。